# Maidan, Tîvriv
Maidan (în ucraineană Майдан) este un sat în comuna Vasîlivka din raionul Tîvriv, regiunea Vinnița, Ucraina.

## Demografie
Componența lingvistică a localității Maidan
     Ucraineană (96,55%)
     Rusă (3,45%)
Conform recensământului din 2001, majoritatea populației localității Maidan era vorbitoare de ucraineană (96,55%), existând în minoritate și vorbitori de rusă (3,45%).